# Inmigración italiana en Australia

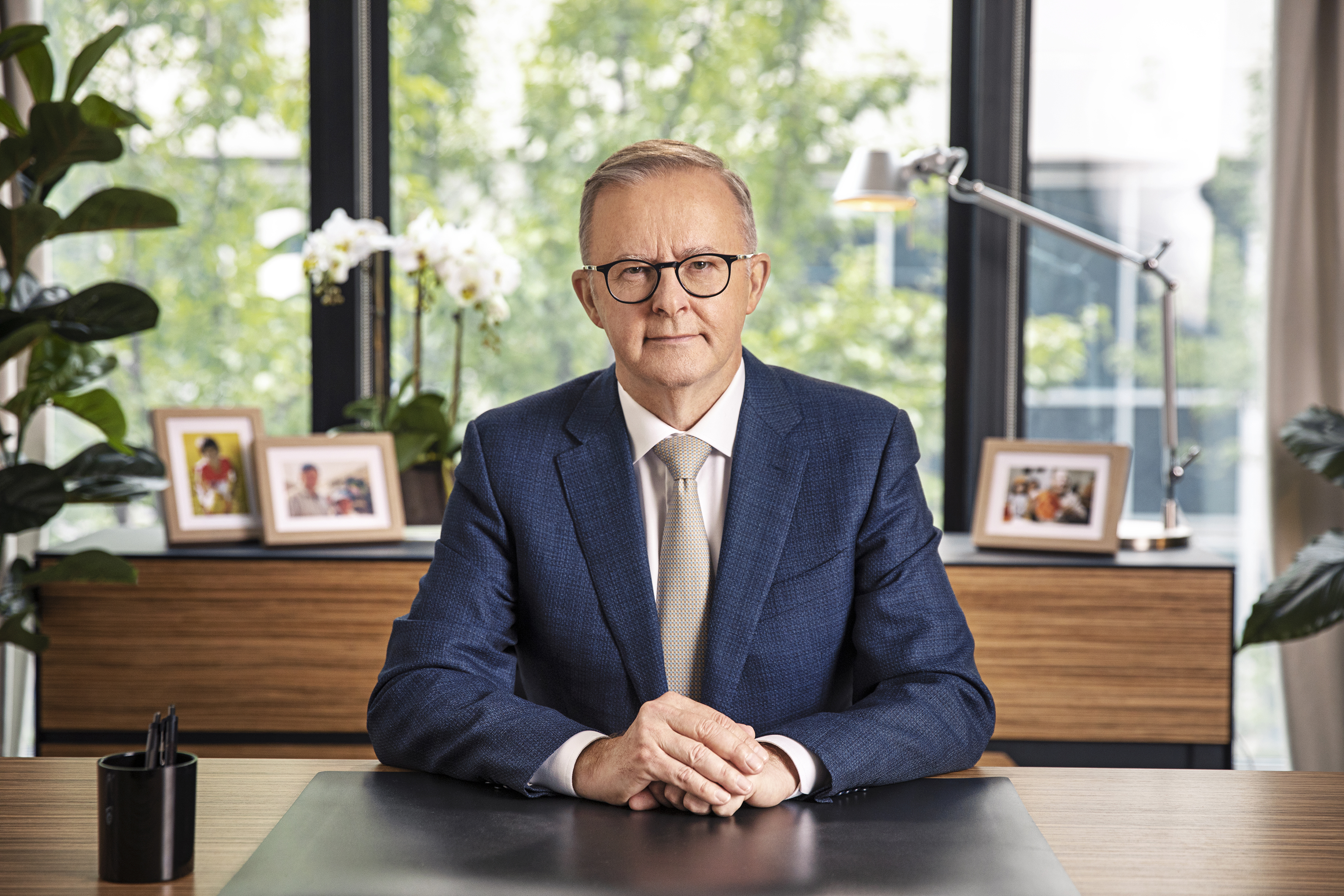
Anthony Albanese es el primer y único (hasta la fecha) primer ministro de Australia de origen italiano.

La inmigración italiana en Australia ha sido constante y numerosa en el transcurso del siglo XIX, XX y en la actualidad. Los ítalo-australianos son uno de los mayores grupos étnicos en Australia.

## Características
De acuerdo con el censo de 2006, 199.124 personas habían nacido en Italia. En 2011, 916.100 personas se identificaron como tienendo ascendencia italiana, ya sea de forma exclusiva o en combinación con otra ascendencia (4,6%). La ascendencia italiana es la quinta más identificada en Australia detrás de los "australianos", ingleses, irlandeses y escoceses. El italiano es el segundo idioma más utilizado en el país, con 316.900 hablantes (o el 1,6% de la población australiana). Los italianos llegaron más prominente en las décadas inmediatamente posteriores a la Segunda Guerra Mundial, y ellos junto a sus descendientes han tenido un impacto significativo en la vida cultural, social y económica de Australia.

## Demografía
Los italianos están bien representados en todas las ciudades y regiones de Australia, pero hay una concentración desproporcionada en Victoria (41,6% frente al 25% de la población general australiana) y Australia Meridional (11,3% frente a 7,6%). Es probable que la distribución de los niños ítalo-australianos refleje esto.
Según datos del censo de 2006 publicados por la Oficina de Estadísticas de Australia, el 95% de los italianos nacidos en Australia registraron su religión como cristiana. Un 79,7% de católicos, 3,2% anglicanos, el 5,6% de otras denominaciones cristianas, un 1,6% de otras religiones y 10,0% sin religión.
A causa de la reducción significativa del nivel de inmigración italiana desde la década de 1970, la población de origen italiano se está envejeciendo. El 63 % de la población de origen italiano era de sesenta años de edad o más al momento del censo de 2006. 176.536 ítalo-australianos o el 89% del total de dicha comunidad, llegaron antes de 1980.
Durante el censo de 2006, 162.107 personas (81,4%) hablaban italiano en casa. La capacidad en inglés fue auto-descrita por los encuestados como muy bien por un 28%, bien por el 32%, el 21% no tan bien (el 18% no declaró o dijo que no era aplicable).
De los residentes en Australia que han nacido en Italia, 157.209 o el 79% eran ciudadanos australianos en el momento del censo de 2006.

### Migración de retorno
Los ítalo-australianos tienen una baja tasa de migración de retorno a Italia. En diciembre de 2001, el Departamento de Asuntos Exteriores calcula que había 30 000 ciudadanos australianos residentes en Italia. Lo más probable es que las personas que retornan a Italia sean ítalo-australianos con nacionalidad australiana, junto a sus hijos nacidos en Australia.

## Historia

### Los primeros años
El primer policía de Australia fue un italiano. Los italianos han estado llegando a Australia en un número limitado desde las últimas décadas del siglo XVIII. Sin embargo, es sólo a partir de 1869 que el país fue testigo de la llegada de un número de individuos educados que habían salido de Italia por razones no económicas, tales como misioneros, músicos, artistas, profesionales y empresarios. Este derramamiento de profesionales italianos de clase media provenientes del norte hasta Australia probablemente hayan escapado de las persecuciones de las autoridades austriacas - bajo cuyo control estaban la mayor parte de las regiones del norte de Italia hasta 1860 - sobre todo después del fracaso de las revueltas en muchas ciudades europeas en las décadas de 1840 y 1850. Como dijo D'Aprano en su trabajo sobre los primeros inmigrantes italianos en Victoria:

Encontramos algunos artesanos italianos en Melbourne y otras colonias ya en la década de 1840, muchos de los cuales habían participado en las revueltas derrotados contra los gobernantes despóticos de Módena, Nápoles, Venecia, Milán, Bolonia, Roma y otras ciudades. Ellos vinieron a Australia para buscar una vida mejor y más eficiente.

A través de las décadas de 1840 y 1850, el número de inmigrantes italianos de origen campesino que vinieron por razones económicas aumentó. Sin embargo, no vinieron de la pobreza, ni sin tierras o pertenecientes de la clase obrera agrícola, sino de las familias rurales con medios suficientes para pagar su pasaje a Australia. Rando informa de que un grupo de artesanos expertos en el trabajo de terrazo "aparentemente" se establecieron en Melbourne, y albañiles lombardos llegaron a construir una aldea de estilo francés en Hunters Hill, cerca de Sídney. Además, en la década de 1850, unos 2.000 ítalo-suizos ya instalados en Australia, oriundos del norte de Italia emigraron a los yacimientos de oro de Victoria.

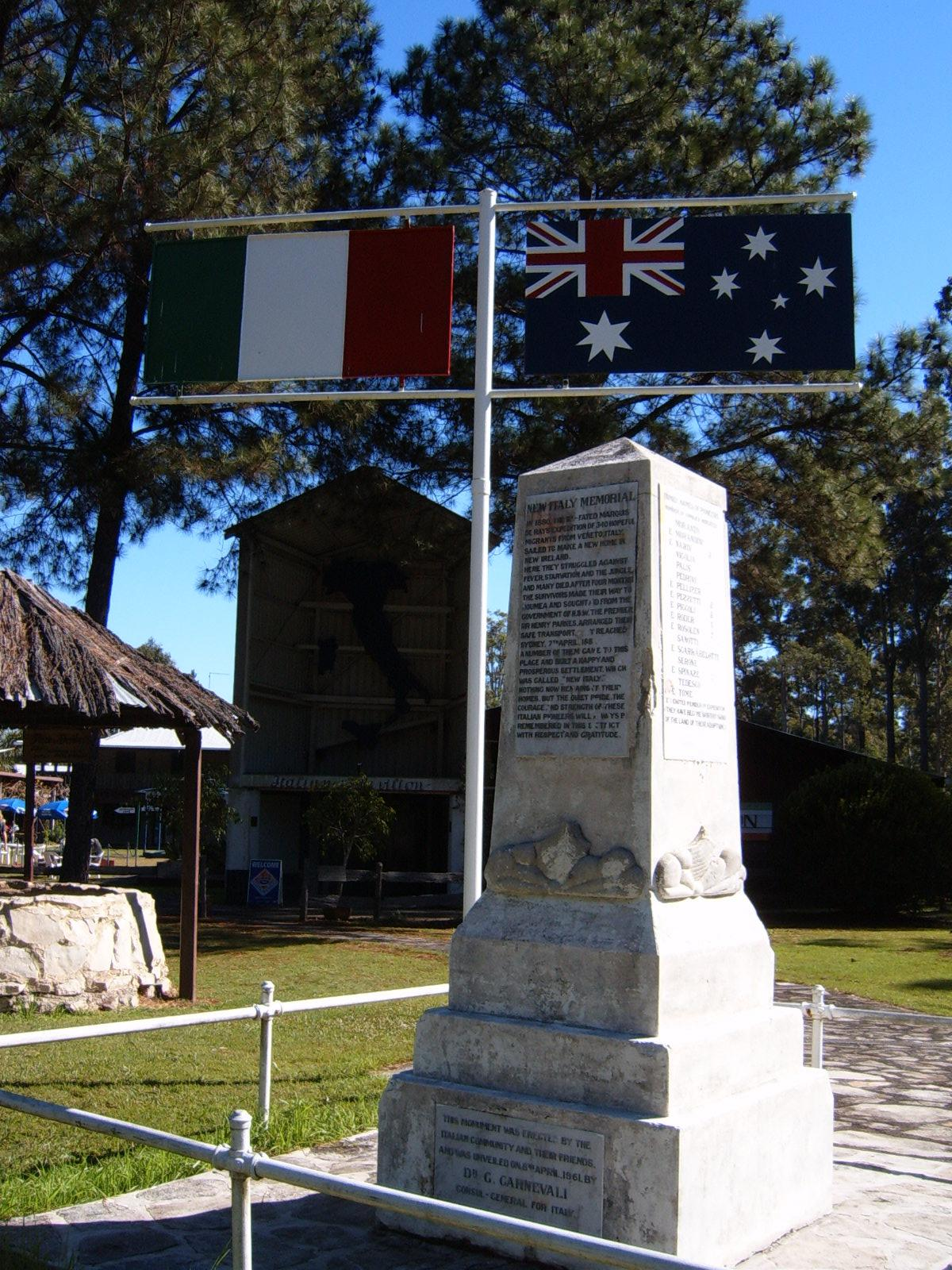
Monumento conmemorativo a New Italy (Nueva Italia) con una lista de los apellidos de las familias pioneras.

El número de italianos que llegaron a Australia permaneció pequeño durante todo el siglo XIX. El viaje era costoso y complejo, ya que no existió un vínculo de transporte marítimo directo entre los dos países hasta finales de 1890. La duración del viaje era de más de dos meses antes de la apertura del canal de Suez. Los inmigrantes italianos que intentaban partir hacia Australia tuvieron que utilizar las líneas navieras alemanas que hacían escala en los puertos de Génova y Nápoles, no más de una vez al mes. Por lo tanto, otros destinos en el extranjero, como los Estados Unidos y los países latinoamericanos (principalmente Brasil y Argentina) demostraron ser mucho más atractivos, lo que permitió el establecimiento de patrones de migración más rápidos, dibujando números mucho mayores.
Sin embargo, la fiebre del oro de Victoria de la década de 1850 atrajo a miles de italianos e ítalo-suizos a Australia. El drenaje de la mano de obra ocasionada por la fiebre del oro en Australia causó la búsqueda también de obreros de Europa para el uso del suelo y el desarrollo de los cultivos, tanto en Nueva Gales del Sur como en Queensland. Por desgracia, el número de italianos que se unió a las minas de oro de Victoria es oscuro, y hasta 1871 los italianos no recibieron un lugar especial en las cifras del censo de Australia. En 1881, el primer año de las cifras censales de los inmigrantes italianos en todos los estados era de 521 italianos (que representa 0,066 % de la población total) en Nueva Gales del Sur, y 947 (0,10%) en Victoria, de los cuales un tercio se encontraban en Melbourne y el resto estaban en los yacimientos de oro. Queensland tenía 250 italianos, Australia Meridional 141, Tasmania 11 y Australia Occidental solamente 10. Estas cifras, a partir de fuentes australianas, corresponden a cifras similares de fuentes italianas.
Mientras que los italianos en Australia eran menos de 2.000, tendieron a aumentar, ya que se sintieron atraídos por la posibilidad fácil para establecerse en áreas que pudiesen ser de explotación agrícola intensa. En este sentido, hay que tener en cuenta una vez más que en la década de 1880, Italia se enfrentaba a una fuerte crisis económica, que iba a empujar cien mil italianos para buscar una vida mejor en el extranjero.
Además, incluso los viajeros australianos, como Randolph Bedford, que visitaron Italia en los años 1870 y 1880, reconocieron la conveniencia de contar con una mayor ingesta de los trabajadores italianos en Australia. Bedford dijo que los italianos se ajustarían al clima australiano mejor que el "pálido" inmigrante inglés. Como las oportunidades de trabajo atrajeron a tantos británicos a las colonias, a fin de ser empleados en la agricultura, sin duda el campesino italiano, acostumbrado a ser un duro trabajador, "frugal y sobrio", sería un inmigrante muy bueno para el suelo de Australia.
Desde principios de la década de 1880, debido a la situación socioeconómica en Italia y las abundantes oportunidades para establecerse en Australia como agricultores, artesanos calificados o semi-calificados y trabajadores, el número de italianos que se fueron a Australia aumentó.
En 1881, más de 200 inmigrantes extranjeros, de los cuales un número considerable eran italianos del norte de Italia, llegaron a Sídney. Eran los supervivientes del malogrado intento del marqués de Ray de fundar una colonia, Nouvelle France, en Nueva Irlanda, que más tarde se convirtió en parte del protectorado alemán de Nueva Guinea.
Muchos de ellos tomaron una granja de compra condicional de 40 acres (160 000 m²) cerca de Woodburn en el distrito de Northern Rivers en lo que fue conocido posteriormente como "Nueva Italia" ("New Italy"). A mediados de la década de 1880, cerca de 50 fondos de una superficie total de más de 3000 acres (12 km²) se encontraban ocupadas y la población italiana de Nueva Italia había aumentado a 250. En este sentido, Lyng informa: "La tierra era muy pobre y en gran medida boscosa y había sido pasado por alto por los colonos locales. Sin embargo, los italianos se pusieron a trabajar y por la gran industria y el ahorro triunfaron en la limpieza de parte de la tierra y en hacerla productiva ... [...] ... Además, trabajando en sus propias propiedades los colonos se dedicaban a la industria azucarera, en la cuadratura de la madera, la recolección de semilla de pasto, y otros trabajos misceláneos".
En 1883, se firmó un tratado comercial entre el Reino Unido e Italia, permitiendo a súbditos italianos la libre entrada, circulación y residencia, y el derecho a adquirir y poseer bienes y llevar a cabo actividades comerciales. Este acuerdo sin duda favoreció la llegada a Australia de muchos más italianos.

### Los italianos en la sociedad laboral (1890-1920)
Aunque los colonos italianos y los australianos tenían relaciones muy armónicas a lo largo de casi todo el siglo XIX, "las cosas comenzaron a cambiar una vez que los trabajadores italianos y contadini (campesinos) comenzaron a llegar en mayor número", como observó Rando. 1891 fue el año en que Queensland seleccionó a más de 300 campesinos del norte de Italia para llegar, ya que el primer contingente para sustituir a más de 60.000 canacos traídos al norte de Queensland desde mediados del siglo XIX como mano de obra explotable para las plantaciones de caña de azúcar. Hasta la década de 1890, los italianos habían sido prácticamente un grupo desconocido -aunque muy modesto- en cantidad de Queensland. Como resultado de la nueva política de la Australia Blanca, los canacos ahora estaban siendo deportados. Mientras que el empleo estaba garantizado, los salarios eran bajos y fijos. El factor decisivo en todo este asunto fue la difícil situación de la industria azucarera: el trabajo de grupos dóciles era esencial, y los campesinos italianos "frugales" se adaptaron perfectamente a este tipo de empleo.
El Sindicato de Trabajadores Australianos afirmó que los italianos querían trabajar más duro que los canacos por salarios más bajos y quitarle el trabajo a los australianos, y más de 8.000 habitantes de Queensland firmaron una petición solicitando que el proyecto sea cancelado. Sin embargo, llegaron más inmigrantes italianos y pronto llegarían amigos y parientes todavía en Italia. Ellos adquirieron lentamente un gran número de plantaciones de caña de azúcar y poco a poco establecieron prósperas comunidades italianas en el norte de Queensland en torno a las localidades de Ayr e Innisfail.
Unos años más tarde, los italianos fueron nuevamente objeto de discusión pública en Australia Occidental. La fiebre del oro de la década de 1890 en Australia Occidental y los conflictos laborales posteriores a las minas había atraído tardíamente italianos en gran número, tanto de Victoria y como de la propia Italia. La mayoría de ellos fueron no calificados, por lo que se empleaban habitualmente en la superficie de las minas, o el corte, carga y acarreo de madera cerca. Pyke lo describió de la siguiente manera:

La agitación popular fue impulsada principalmente por el aumento del desempleo, incluso los italianos habían comenzado a destacarse al respecto. Los italianos, sin embargo, todavía podían emplearse fácilmente, a menudo con preferencia a otros trabajadores, debido al sistema de contrato de trabajo. Ellos tenían la virtud de la mansedumbre y la templanza comparativa y la capacidad de trabajar incluso en las condiciones climáticas más calurosas y, en consecuencia, fueron buscados por los contratistas, algunos de los cuales eran italianos mismos.

Como se ha indicado anteriormente con respecto a la migración temporal de los inmigrantes toscanos, los italianos trabajaban duro, y la mayoría ahorró de manera constante, por un simple modo de vida primitivo, con el fin de comprar un terreno, ya sea en zonas urbanas hospitalarias australianas o en la comunidad italiana de origen. Ellos eran claramente «los mejores hombres para el peor trabajo».
La década de 1890 es un punto de inflexión en la actitud australiana hacia la inmigración italiana.
Pyke declara:

El movimiento obrero estaba en contra de la inmigración italiana en todos los ámbitos, y en particular en estas industrias, en la medida en que crecía el mercado de trabajo y el aumento de la competencia, poniendo así a los empleadores en la envidiable posición de ser capaces de escoger y elegir y dar a los empleados que querían mano de obra y trabajo necesario, la posibilidad de pagar por el empleo y la aceptación de los bajos salarios.

Las actividades relacionadas con la caña de azúcar en Queensland y la minería en Australia Occidental, donde la mayoría de los italianos fueron empleados, se convirtieron en los objetivos del movimiento obrero. Mientras que O'Connor informa en sus trabajos sobre los primeros asentamientos italianos, cuando los italianos empezaron a competir con los británicos por el trabajo en las minas de oro de Kalgoorlie, al Parlamento se le advirtió que, junto con los griegos y húngaros, "se habían convertido en una plaga mayor en los Estados Unidos que las razas de color". En otras palabras, durante la década de 1890, se formó una alianza política y social entre el Partido Laborista de Australia y la clase obrera anglo-celta australiana con el fin de reaccionar ante los inmigrantes italianos, con especial referencia a los trabajadores italianos del norte y centro, que bajaron el nivel de salarios.